# Ivan Marušić (slikar)
Ivan Marušić (Split, 1973.), hrvatski strip-autor, ilustrator i slobodni umjetnik. Stvarao u različitim likovnim izričajima, a omiljeni su mu slikarstvo i strip. Živi u Zagrebu.

## Životopis
Rodio se je u Splitu. U Splitu završio Školu primijenjenih umjetnosti. U Zagrebu je diplomirao na Akademiji likovnih umjetnosti. Objavio dva autorska strip albuma. Autor je prvog hrvatskog SF crtanog romana 'Entropola', i drugih stripova pod izdanjem Q-stripa, 'Gnomdemonde', izdavanog od distributera Algoritam. [nedostaje izvor]